# Radechiv
Radechiv (Ucraino: Раде́хів) è un centro abitato dell'Ucraina, situato nell'oblast' di Leopoli.